# 竹岡葉月
竹岡 葉月（たけおか はづき、1979年8月10日 - ）は、日本の小説家。東京都出身。A型。
1999年度ノベル大賞佳作受賞をきっかけにコバルト文庫よりデビュー。
イラストレーターの竹岡美穂の妹。漫画の原作を担当している『政宗くんのリベンジ』は、テレビアニメ化されている。
日本SF作家クラブ会員。

## ライトノベル

### コバルト文庫刊
- ウォーターソング（イラスト：竹岡美穂、2000年6月30日発売、ISBN 4-08-614740-8）
- 東方ウィッチクラフト（イラスト：飯田晴子）：全6巻
  - 『東方ウィッチクラフト ―垣根の上の人―』2001年6月1日発売、ISBN 4-08-614869-2
  - 『東方ウィッチクラフト ―螺旋舞踊―』2001年9月28日発売、ISBN 4-08-600020-2
  - 『東方ウィッチクラフト ―願え箒の星に―』2001年11月30日発売、ISBN 4-08-600048-2
  - 『東方ウィッチクラフト ―神様はダイスを振らない―』2002年3月29日発売、ISBN 4-08-600096-2
  - 『東方ウィッチクラフト ―彼女は永遠の森で―』2002年7月1日発売、ISBN 4-08-600139-X
  - 『東方ウィッチクラフト ―人の望みの喜びを―』2002年9月3日発売、ISBN 4-08-600159-4
- フラクタル・チャイルド（イラスト：オノデラ佐知）：全3巻
  - 『フラクタル・チャイルド ここは天秤の国』2003年1月31日発売、ISBN 4-08-600227-2
  - 『フラクタル・チャイルド ストロボの赤』2003年7月1日発売、ISBN 4-08-600291-4
  - 『フラクタル・チャイルド 女神の歯車』2004年2月3日発売、ISBN 4-08-600379-1
- なかないでストレイシープ（イラスト：菊池久美子）：全3巻
  - 『なかないでストレイシープ 午後の紅茶と迷子の羊』2003年9月3日発売、ISBN 4-08-600318-X
  - 『なかないでストレイシープ 鏡の魔法と黒衣のドレス』2003年10月31日発売、ISBN 4-08-600343-0
  - 『なかないでストレイシープ めぐる聖夜と愛の家』2004年7月1日発売、ISBN 4-08-600453-4

### ファミ通文庫刊
- マイフェアSISTER（イラスト：きゆづきさとこ）：全2巻
  - 『マイフェアSISTER―姫君、拳を握りすぎです。』2007年3月30日発売、ISBN 978-4-7577-3425-8
  - 『マイフェアSISTER―シワス、ゴハンの時間じゃぞ？』2007年10月29日発売、ISBN 978-4-7577-3797-6
- オトナリサンライク（イラスト：八重樫南、2008年7月30日発売、ISBN 978-4-7577-4364-9）
- 百億の魔女語り（イラスト：中山みゆき）：全5巻（本編4巻+外伝1巻）
- もちろんでございます、お嬢様（イラスト：りいちゅ）：全3巻
  1. 2012年9月29日発売、ISBN 978-4-04-728353-4
  2. 2012年12月27日発売、ISBN 978-4-04-728601-6
  3. 2012年4月30日発売、ISBN 978-4-04-728796-9
- パナティーア異譚（イラスト：屡那）：全5巻
  1. 『パナティーア異譚 1 英雄のパンドラ』2013年10月30日発売、ISBN 978-4-04-729212-3
  2. 『パナティーア異譚 2 熱砂のレクイエム』2014年1月30日発売、ISBN 978-4-04-729404-2
  3. 『パナティーア異譚 3 再会のクロスロード』2014年5月30日発売、ISBN 978-4-04-729671-8
  4. 『パナティーア異譚 4 聖石のエニグマ』2014年9月29日発売、ISBN 978-4-04-729970-2
  5. パナティーア異譚 5 双界のハピネス』2015年1月30日発売、ISBN 978-4-04-730175-7
- 偉大なる大元帥の転身（イラスト：ともぞ）：全3巻
  1. 『偉大なる大元帥の転身 出直し召喚士は落第中』2015年9月30日発売、ISBN 978-4-04-730689-9
  2. 『偉大なる大元帥の転身2 勇者と炎上トーナメント』2016年1月30日発売、ISBN 978-4-04-730919-7
  3. 『偉大なる大元帥の転身3 行きて、帰りし英雄譚』2016年7月30日発売、ISBN 978-4-04-734216-3

### 富士見ファンタジア文庫刊
- SH@PPLE -しゃっぷる-（イラスト：よう太）：全9巻
  1. 2008年3月19日発売、ISBN 978-4-8291-3275-3
  2. 2008年6月20日発売、ISBN 978-4-8291-3303-3
  3. 2008年9月20日発売、ISBN 978-4-8291-3334-7
  4. 2008年12月20日発売、ISBN 978-4-8291-3363-7
  5. 2009年3月19日発売、ISBN 978-4-8291-3387-3
  6. 2009年6月20日発売、ISBN 978-4-8291-3416-0
  7. 2009年11月20日発売、ISBN 978-4-8291-3463-4
  8. 2010年2月20日発売、ISBN 978-4-8291-3493-1
  9. 2010年5月20日発売、ISBN 978-4-8291-3525-9
- おおコウスケよ、えらべないとはなさけない!（イラスト：奥村ひのき）：全2巻
- 蒼井葉留の正しい日本語（イラスト：タケオカミホ）：全2巻
  1. 2014年5月20日発売、ISBN 978-4-04-070115-8
  2. 2014年9月20日発売、ISBN 978-4-04-070141-7

### ホワイトブックス刊
- 鉢かぶっちゃった姫〜蠣館奇譚〜（イラスト：成瀬ちさと）（2016年7月7日発売、ISBN 978-4-434-22129-3）

### 一迅社刊
- 政宗くんのリベンジ（一迅社文庫）（イラスト：Tiv）（2013年12月20日発売、ISBN 978-4-7580-4509-4）
- 完全版 政宗くんのリベンジ：NOVEL（イラスト：Tiv）（2016年12月27日発売、ISBN 978-4-7580-6638-9）《加筆修正を加えた完全版》

### アンソロジー収録作品
- アイノサイノウ - ファミ通文庫『ホラーアンソロジー1 “赤"』収録（2012年7月30日発売、ISBN 978-4-04-728210-0）
- 金曜日は恵比寿屋に行く - ファミ通文庫『ショートストーリーズ 僕とキミの15センチ』収録（2017年10月30日発売、ISBN 978-4-04-734747-2）

## ライト文芸

### 富士見L文庫刊
- 横濱妖精探偵社 隣人さんは賑やかに踊る（表紙画：細居美恵子）（2015年6月15日発売、ISBN 978-4-04-070625-2）
- おいしいベランダ。（表紙画：おかざきおか）：既刊12巻（本編10巻＋番外編2巻）
  - 『おいしいベランダ。 午前1時のお隣ごはん』2016年5月14日発売、ISBN 978-4-04-070883-6
  - 『おいしいベランダ。 2人の相性とトマトシチュー』2016年11月15日発売、ISBN 978-4-04-072085-2
  - 『おいしいベランダ。 3月の桜を待つテーブル』2017年6月15日発売、ISBN 978-4-04-072285-6
  - 『おいしいベランダ。 午後4時の留守番フルーツティー』2017年11月15日発売、ISBN 978-4-04-072509-3
  - 『おいしいベランダ。 マンション5階のお引っ越しディナー』2018年7月15日発売、ISBN 978-4-04-072784-4
  - 『おいしいベランダ。 スミレと6粒のチョコレート』2019年2月15日発売、ISBN 978-4-04-072983-1
  - 『おいしいベランダ。 返事は7日後のランチで聞かせて』2019年8月10日発売、ISBN 978-4-04-072984-8
  - 『おいしいベランダ。 8番線ホームのベンチとサイダー』2020年2月15日発売、ISBN 978-4-04-072985-5
  - 『おいしいベランダ。 あの家に行くまでの9ヶ月』2020年11月14日発売、ISBN 978-4-04-073800-0
  - 『おいしいベランダ。 午前10時はあなたとブランチ』2021年6月15日発売、ISBN 978-4-04-073801-7
  - 『おいしいベランダ。 亜潟家のアラカルト』2022年6月15日発売、ISBN 978-4-04-074415-5
  - 『おいしいベランダ。 亜潟家のポートレート』2023年8月12日発売、ISBN 978-4-04-074996-9
- 恋するアクアリウム。（表紙画：おかざきおか）（2018年3月15日発売、ISBN 978-4-04-072512-3《おいしいベランダ。のスピンオフ》）
- 犬飼いちゃんと猫飼い先生（表紙画：榊空也）：全3巻
  1. 『犬飼いちゃんと猫飼い先生 ごしゅじんたちは両片想い』2022年6月15日発売、ISBN 978-4040744162
  2. 『犬飼いちゃんと猫飼い先生2 お友達から卒業しますか？』2023年3月15日発売、ISBN 978-4040747590
  3. 『犬飼いちゃんと猫飼い先生3 たとえばこんなボクらの未来』2023年12月15日発売、ISBN 978-4040752136

### 集英社オレンジ文庫
- 放課後、君はさくらのなかで（表紙画：ヤマウチシズ）（2017年9月20日発売、ISBN 978-4-08-680148-5）
- 谷中びんづめカフェ竹善（表紙画：勝田文）：全4巻
  1. 『谷中びんづめカフェ竹善1 猫とジャムとあなたの話』2019年5月17日発売、ISBN 978-4-08-680253-6
  2. 『谷中びんづめカフェ竹善2 春と桜のエトセトラ』2019年12月19日発売、ISBN 978-4-08-680292-5
  3. 『谷中びんづめカフェ竹善3 降っても晴れても梅仕事』2020年6月19日発売、ISBN 978-4-08-680326-7
  4. 『谷中びんづめカフェ竹善4 片恋気分の林檎フェス』2020年12月18日発売、ISBN 978-4-08-680356-4
- つばめ館ポットラック 〜謎か料理をご持参ください〜（表紙画：サコ）（2021年9月17日発売、ISBN 978-4086804080）
- 音無橋、たもと屋の純情 旅立つ人への天津飯（表紙画：げみ）（2022年8月19日発売、ISBN 978-4086804615）

### ポプラ文庫ピュアフル
- 石狩七穂のつくりおき（表紙画：前田ミック）：既刊2巻
  1. 『石狩七穂のつくりおき 猫と肉じゃが、はじめました』2023年8月3日発売、ISBN 978-4-591-17870-6
  2. 『石狩七穂のつくりおき 家事は猫の手も借りたい？』2024年5月8日発売、ISBN 978-4-591-18178-2

## 漫画原作・コミカライズ

### 漫画原作
- 政宗くんのリベンジ（『月刊ComicREX』2012年12月号[4] - 2018年8月号[5]、作画：Tiv）
- 今日、小柴葵に会えたら。（『月刊ComicREX』2019年1月号[6] - 2022年5月号、作画：フライ）

### コミカライズ
- おいしいベランダ。（2018年 - 2020年、作画：おかざきおか、B's-LOG COMIC）
- 谷中びんづめカフェ竹善（2019年 ‐ 2022年、作画：込由野しほ、デジタルマーガレット）
- 犬飼いちゃんと猫飼い先生（2023年 - 2024年、作画：おおいま奏都、ComicWalker（電撃だいおうじレーベル））